# Acetaldehyd
Acetaldehyd, nazývaný též ethanal či aldehyd kyseliny octové, je bezbarvá těkavá hořlavá kapalina štiplavého zápachu.

## Výskyt v přírodě
Acetaldehyd se v přírodě vyskytuje ve zralém ovoci, kávě apod. Je produkován rostlinami jako součást jejich metabolismu.
V lidském organismu vzniká při metabolizování ethanolu alkoholdehydrogenázou. Stav po vystřízlivění (kocovina) je zčásti způsoben acetaldehydem. 

## Příprava
Acetaldehyd se připravuje oxidací ethanolu kyslíkem nebo oxidem měďnatým:
2 C2H5OH + O2 → 2 CH3CHO + 2 H2O
C2H5OH + CuO → CH3CHO + Cu + H2O
Může se také připravovat hydratací acetylenu (ethynu):
HC≡CH + H2O → CH2=CHOH → CH3CHO
Meziproduktem je vinylalkohol, na jehož molekule dochází k přesmyku na acetaldehyd. Touto reakcí se vyrábí acetaldehyd průmyslově.
Lze jej připravit také oxidací ethanolu manganistanem draselným v kyselém prostředí.

## Chemické reakce
Acetaldehyd má ve své molekule obsaženou dvojnou vazbu, proto u tohoto aldehydu mohou probíhat adiční reakce, při kterých dochází k rozpadu této násobné vazby. Příkladem je reakce acetaldehydu s ethanolem:
CH3CHO + C2H5OH → CH3-CH(OH)-O-C2H5
CH3CHO + 2C2H5OH → CH3-CH(OC2H5)2 + H2O
V prvním případě vzniká ethylacetal ethanalu, ve druhém diethylacetal ethanalu.
Acetaldehyd také reaguje s amoniakem za vzniku sloučeniny, která ve své molekule obsahuje aminovou a hydroxylovou skupinu; její redukcí pak vzniká primární alkohol.

### Cyklické polymery aldehydu
Působením kyseliny sírové na acetaldehyd vzniká kapalný cyklický trimer nazývaný paraldehyd. Působením plynného chlorovodíku na roztok acetaldehydu vzniká cyklický tetramer metaldehyd, jehož vzorec je (CH3CHO)4.

## Použití
Acetaldehyd je důležitým meziproduktem, používá se při výrobě hydroxidu sodného (NaOH) a kyseliny octové, která vzniká jeho oxidací. Polymer paraldehyd se používá jako uspávací prostředek, metaldehyd se používá jako moluskocid.